# Левино (Кезький район)
Ле́вино (рос. Левино) — присілок в Кезькому районі Удмуртії, Росія.
Населення — 19 осіб (2010; 23 в 2002).
Національний склад станом на 2002 рік:
- росіяни — 100 %